# The Neighbour No. 13
Pour plus de détails, voir Fiche technique et Distribution.
The Neighbour No. 13' (隣人13号, Rinjin 13-gô) est un film japonais sorti en avril 2005 réalisé par Yasuo Inoue, écrit par Hajime Kado d'après un manga de Santa Inoue et met en vedette Oguri Shun et Nakamura Shido.

## Synopsis
Juzo est le souffre-douleur de son camarade de classe Akai. Un jour, Akai menace Juzo avec une bouteille d’acide au vitriol et lui brûle accidentellement le visage. 10 ans plus tard, Juzo emménage dans l’appartement n°13 de l’immeuble où vit également la famille d’Akai...

## Fiche technique
- Titre : The Neighbour No. 13
- Titre original : 隣人13号, Rinjin 13-gô
- Réalisation : Yasuo Inoue
- Scénario : Hajime Kado d'après un manga de Santa Inoue
- Musique : Reiji Kitazato
- Photographie : Taro Kawazu
- Montage : Urahama Taro et Shôjirô Urahama
- Société de distribution :  Europa Filmes,  Media Blasters,  Media Suits,  SBP (DVD, VHS)
- Pays d'origine :  Japon
- Langue : Japonais
- Durée : 115 minutes (1h 55)
- Genre : thriller
- Dates de sortie :  28 janvier 2005,  8 février 2005,  17 février 2005,  8 mars 2005,  2 avril 2005,  2 août 2005

## Distribution
- Nakamura Shido : 13-gô / No. 13 (Shido Nakamura)
- Oguri Shun : Jûzô Murasaki
- Hirofumi Arai : Tôru Akai
- Yumi Yoshimura : Nozomi Akai
- Tomoya Ishii : Hajime Seki
- Minoru Matsumoto : Shinigami
- Takashi Miike : Kaneda